# Сообразительный (корвет)
Гвардейский корвет «Сообразительный» — первый серийный корвет проекта 20380. Входит в состав Балтийского флота ВМФ России.

## История постройки корабля
Заложен на стапеле Северной верфи 20 мая 2003 года.
Спущен на воду 31 марта 2010 года в Санкт-Петербурге.
11 июля 2011 года совершил пробный выход в море, для проведения ходовых испытаний. 14 октября 2011 года передан Министерству обороны Российской Федерации. Стоимость корвета составила 10 млрд рублей.
12 октября 2011 года святейший патриарх Московский и всея Руси Кирилл освятил походный воинский храм (иконостас) во имя святого апостола Андрея Первозванного для корвета «Сообразительный» Балтийского флота по заказу регионального благотворительного общественного Фонда помощи ветеранам и инвалидам силовых структур «Омофор». Церемония проходила на площади перед собором св. Александра Невского в Балтийске (Калининградская обл.).
29 июля 2012 года Приказом Главнокомандующего ВМФ России № 64 от 1 марта 2012 года корвету «Сообразительный» присвоено почётное наименование «гвардейский». Торжественная церемония вручения и подъёма гвардейского военно-морского флага на борту «Сообразительного» прошла в Балтийске, сразу после окончания морского парада в День ВМФ. Гвардейское звание унаследовано от одноимённых предшественников корабля в ВМФ СССР: большого противолодочного корабля Черноморского флота проекта 61, а до него — эсминца Черноморского флота проекта 7-У, которому гвардейское звание было присвоено во время Великой Отечественной войны 1 марта 1943 года. Герой Советского Союза старший матрос В. В. Ходырев навечно зачислен в состав экипажа.

## Служба
- C 18 по 23 октября 2013 года побывал с неофициальным визитом в порту Корк (Ирландия), где российские моряки участвовали в Коркском морском фестивале и параде военных кораблей совместно с представителями ВМС Великобритании, Франции, Германии и Бельгии. Корвет также заходил в английский порт Фалмут для пополнения запасов топлива. Во время перехода в пункт постоянного базирования экипаж корабля прошёл через Атлантический океан, Северное и Балтийское моря. Часть перехода корвета проходила в сложных метеоусловиях, обусловленных прохождением циклонов и бушующим в Великобритании и Северной Европе ураганом «Святой Иуда». Во время плавания экипаж корвета провёл учения и тренировки по противовоздушной и противолодочной обороне, антитеррору и радиационной, химической и биологической защите корабля в море[9].
- По сообщению от 2 июня 2014 года во время выхода в море экипаж корвета «Сообразительный» Балтийского флота выполнил задачу по отражению ракетного удара условного противника. В качестве мишени использовалась крылатая ракета, запущенная с ракетного катера «Р-257» (проекта 12411-Т «Молния»). Стрельбу по мишени экипаж корвета выполнил из ЗРК морского базирования «Редут». Запущенная с корвета ракета успешно поразила назначенную цель. Стрельба проводилась в условиях сложной помеховой обстановки с применением условным противником средств радиоэлектронного подавления[10][11].
- По сообщению от 11 июня 2014 года в морском полигоне Балтийского флота экипаж корвета «Сообразительный» впервые провёл тактическое учение с поражением надводной цели зенитной ракетой. Стрельба по морскому щиту, имитирующему корабль условного противника, выполнялась с использованием ЗРК морского базирования «Редут». Запущенная с корвета ракета на заданной дистанции успешно поразила назначенную морскую цель. Стрельба проводилась в условиях сложной помеховой обстановки с применением условным противником средств РЭП[12].
- На 13 августа 2014 года запланировано проведение учения с экипажем корвета по отработке элементов морского боя и ПВО: выполнение ракетно-артиллерийских стрельб по мишеням, имитирующим корабли и средства воздушного нападения условного противника, а также практических задач по расстрелу плавающих мин и упражнений по постановке радиоэлектронных помех, по борьбе за живучесть корабля и противодиверсионной обороне[13][14].
- По сообщению от 19 сентября 2014 года во время выхода в море экипаж корвета с помощью ЗРК морского базирования «Редут» выполнил задачу по отражению ракетного удара по сложной морской мишени, имитирующей ПКР условного противника. Ракета-мишень была запущена с ракетного катера «Р-257» (проекта 12411-Т «Молния») соединения ракетных кораблей и катеров Балтийской военно-морской базы. Зенитная ракета успешно поразила назначенную цель. Стрельба проводилась в условиях сложной помеховой обстановки с применением условным противником средств радиоэлектронного подавления[15].
- На 8 октября 2014 года запланировано проведение учения кораблей Балтийского флота, в котором примут участие корвет «Сообразительный» и ракетный катер «Р-257» (проекта 12411-Т «Молния»). Корабли проведут совместные ракетные стрельбы по мишеням, имитирующим отряд кораблей условного противника, выполнят артиллерийские стрельбы по воздушным и морским целям, осуществят расстрел плавающих мин, выполнят упражнения по постановке средств радиоэлектронного подавления, по борьбе за живучесть корабля и противодиверсионной обороне[16]
- В феврале 2015 года экипаж корвета отработал действия по поиску и обнаружению подводной лодки условного противника и выполнил торпедную стрельбу противолодочным комплексом «Пакет-НК»[17].
- В апреле 2015 года в составе отряда кораблей Балтийского флота (корветы «Бойкий», «Стойкий», «Сообразительный» и «Стерегущий»), совместно с морской авиацией на полигоне в акватории Балтийского моря выполнял задачи по противовоздушной и противолодочной обороне. В ходе учения корабли провели артиллерийские стрельбы по морским и воздушным целям, нашли и уничтожили подводную лодку условного противника, отработали совместное маневрирование[18].
- 25 августа 2016 года в ходе учений в морском полигоне Балтийского флота с использованием ЗРК «Редут» поразил сложную воздушную мишень, имитирующую противокорабельную ракету условного противника запущенную с МРК «Гейзер». Стрельба проводилась в условиях сложной помеховой обстановки с применением условным противником средств радиоэлектронного противодействия[19][20].
- 12 октября 2016 года в ходе тактических учений на морском полигоне Балтийского флота произвел боевые пуски зенитных ракет с использованием ЗРК «Редут». Помимо стрельб запланированы тренировки по противовоздушной обороне, связи, радиоэлектронной борьбе и методикам маневрирования[21].
- 22 октября 2016 года вместе с корветом «Бойкий» вернулся из дальнего похода, который продлился более 15 суток[22]
- В ноябре 2016 года действуя совместно с корветом «Стойкий» в ходе тактических учений в Балтийском море нанес успешный ракетный удар по сложным мишеням (имитация работы средств РЭБ условного противника), которые имитировали корабль (используя ПКР «Уран») и крылатую ракету (используя ЗРК «Редут»)[23].
- 7 апреля 2017 года совместно с корветом «Бойкий» вышел на учения в Северную Атлантику, для отработки поиска подводных лодок условного противника и обнаружения надводных целей. Вернулся из похода 1 мая 2017 года, пройдя более 4 тыс. морских миль[24].
- 20 сентября 2017 года в рамках совместного стратегического учения России и Белоруссии «Запад-2017» выполнил ракетный пуск ПРК «Уран» по надводной цели в морском полигоне Балтийского флота в акватории Балтийского моря[25].
- 14 октября 2017 года корвет в составе отряда кораблей Балтийского флота в составе корвета «Бойкий» и среднего морского танкера «Кола» покинул Военную гавань Балтийска и вышел в Средиземное море[26]. 14 ноября 2017 года вошёл в Красное море[27]. 14 января 2018 года отряд вернулся в главную военно-морскую базу флота Балтийск после дальнего похода, пройдя более 35 тыс. морских миль.[28]
- С января 2019 года, совместно с корветом «Бойкий», осуществляет сопровождение эсминцев ВМС США «Грейвли» и «Портер», находящихся в акватории Балтийского моря[29].
- В 2019 году участвовал в морских учениях «Океанский щит—2019».
- По итогам 2019 года корвет стал на Балтийском флоте «Лучшей воинской частью (кораблем) по организации военно-политической работы».[30]
- В ноябре 2024 года «Сообразительный» находясь в базе провёл учения по отражению воздушной атаки БПЛА[31].

## Инциденты
- 3 сентября 2012 года во время международных военно-морских учений «Данекс-Ноко-2012» на борту корвета произошел пожар. По словам собеседника агентства «Интерфакс», в помещении газоходов корабля возникло возгорание, когда «Сообразительный» находился в Балтийском море. Командой пожар был благополучно потушен, никто из экипажа не пострадал, однако часть оборудования, залитого водой и пеной, вышла из строя, в результате чего корвет лишился хода и был отбуксирован на базу[32] По другим данным, на борту корабля возникло короткое замыкание в кабельных сетях с последующим задымлением. Техническая готовность корабля была восстановлена, тем не менее, он прервал участие в учениях. Корвет благополучно своим ходом вернулся на базу[33]).
- 2 апреля 2014 года на борту корвета была проведена операция по удалению аппендикса у военнослужащего члена экипажа спасательного судна «СС-750» Балтийского флота[34].